# سيسيل غانون
سيسيل غانون هي كاتِبة وكاتبة للأطفال كندية، ولدت في 7 يناير 1936 في مدينة كيبك في كندا.